# Magdalena (disc jockey)
Pour les articles homonymes, voir Magdalena.
Magdalena, de son vrai nom Magdalena Solomun (née le 30 juin 1984 à Hambourg), est une productrice et disc jockey allemande de techno et deep house. Elle joue régulièrement dans des clubs et des festivals du monde entier, dont Tomorrowland et des événements du label Diynamic, avec lequel elle est sous contrat. Depuis 2018, elle a également une résidence à Ibiza, dont le concept Shadows lui permet d'organiser des événements à l'international.

## Biographie

### Débuts à Hambourg
Magdalena Solomun a grandi à Hambourg. Son frère aîné Solomun est aussi DJ et producteur de musique. C'est grâce à lui qu'elle a eu son premier contact avec la musique électronique, et les scènes house et techno de Hambourg ont fait partie de ses premières influences. Elle a également été impliquée dès le début dans le label Diynamic, fondé en 2006 par Solomun et Adriano Trolio. En 2009, ils ouvrent ensemble le club Ego, qui accueille régulièrement des DJ internationaux de house et de techno. L'Ego s'est établi dans la vie nocturne de Hambourg et a été récompensé par un Club Award. En plus de son rôle de directrice, Magdalena a également été DJ résidente du club jusqu'à sa fermeture en 2014.
Elle s'est ensuite produite sur la scène internationale, notamment dans le cadre de la série de soirées Mobilee d'Anja Schneider et des événements Diynamic,. Elle a également joué pour une édition du projet Boiler Room au Mexique.

### Production musicale
En 2016, Magdalena sort son premier titre Should I Stay, après avoir été initiée à la production musicale par Kollektiv Turmstraße. Le morceau fait partie de la compilation 10 Years de Diynamic, avec qui elle est sous contrat depuis. Son remix suivant de Moby - Why Does My Heart Feel So Bad ? a été classé dans les charts sur Beatport, tout comme son premier single. Son premier EP Morphosfalter est publié en 2017 sur le label Leena d'Anja Schneider. Son deuxième EP Elementum contenait entre autres le morceau Radialis, qui s'est classé 1er des charts sur Beatport dans le domaine de l'electronica. Le troisième EP, Wildlife sort sur le label Rebellion de Damian Lazaru. Avec I Think About You All the Time, Magdalena sort pour la première fois sur Anjunadeep. La chanson atteint les charts sur Beatport dans le domaine de la deep house et est présentée par Hardwell dans son émission de radio Off the Record.
Son quatrième EP, Outlines, sort en 2020 sous le label Bedrock de John Digweed. Celui-ci contient deux morceaux de house progressive ainsi qu'une chanson de melodic deep house, qui ont obtiennent tous des classements élevés dans les charts sur Beatport correspondants, y compris une place la 5e place (Lifelines).

### Scène internationale et résidenceShadowsà Ibiza
En plus de se produire régulièrement dans des clubs techno berlinois, entre autres au Watergate, Magdalena fait ses premières apparitions en 2016 dans des clubs d'Ibiza comme le DC-10 et le Pacha. Depuis, elle joue également chaque année au festival Tomorrowland et fait des tournées en Amérique du Nord et du Sud ainsi qu'en Asie. En 2018, elle joue au Blue Marlin à Ibiza, pour lequel elle développe le concept de spectacle Shadows. L'année suivante, les spectacles ont eu lieu au club Cova Santa, le concept fait l'objet de deux tournées en Europe et elle est intégrée aux Amsterdam Dance Events,. Selon ses propres dires, des spectacles Shadows étaient prévus dans le monde entier pour 2020, ainsi que des représentations aux festivals Exit et Loveland.

## Discographie

### EP
- 2017 : Morphosfalter (Leena)
- 2018 : Elementum (Diynamic)
- 2018 : Wildlife (Rebellion)
- 2020 : Outlines (Bedrock)

### Singles
- 2016 : Should I Stay (Diynamic)
- 2017 : Morphosfalter (Morphosfalter EP)
- 2017 : Monarchfalter (Morphosfalter EP)
- 2017 : Schillerfalter (Morphosfalter EP)
- 2018 : Mountains of Es Cubells (Elementum EP)
- 2018 : Nautilus (Elementum EP)
- 2018 : Radialis (Elementum EP)
- 2018 : Lizard (Wildlife EP)
- 2018 : Elephantz (Wildlife EP)
- 2018 : Bear's Back (Wildlife EP)
- 2019 : I Think About You All the Time (avec Tom Peters & Lily AZ) (Anjunadeep)
- 2020 : Outlines (Outlines EP)
- 2020 : Lifelines (Outlines EP)
- 2020 : Voices (Outlines EP)

### Remixes
- 2016 : Moby – Why Does My Heart Feel So Bad (2Diy4)
- 2017 : Lessons – Double or Nothing (Sinnbus)
- 2017 : Norr – Can't Stand (LOK)
- 2017 : Innellea – Collapse (Click)
- 2018 : Joan Retamero – Magnus (Movement)
- 2019 : Uncloak – Hollow (Timeless Moment)
- 2019 : Burak – Maia (Neue Meister)
- 2019 : Hot Since 82 – Therapy (Knee Deep in Sound)
- 2019 : Nicole Moudaber – The Sun at Midnight (Mood)
- 2019 : Marc Houle – You Go Out (Items & Things)
- 2019 : Ida Engberg – Abataka (Kittball)
- 2019 : David Christopher – Shout (BluFin)
- 2020 : Dave Seaman – Donkey Engine (Selador)
- 2020 : Brlee – Visions (Overload)